# Sofia Kenin
Sofia Anna "Sonya" Kenin, född 14 november 1998 i Moskva, Ryska federationen, är en professionell amerikansk tennisspelare som deltar i WTA-touren.
Kenins föräldrar flyttade till USA när hon var några månader gammal. Hennes tränare är fadern Alexander Kenin. Kenins genombrott kom år 2019 när hon vann 3 singelturneringar samt 2 titlar i dubbel. Under samma år var hon även den första amerikanska tennisspelaren sedan 2013 som vann mot Serena Williams i en Grand Slam-turnering (i tredje rundan av Franska öppna). Framgången fortsatte med vinsten i Australiska öppna 2020.